# Masaki Ejima
Masaki Ejima (* 6. März 1999 in Yokohama) ist ein japanischer Leichtathlet, der sich auf den Stabhochsprung spezialisiert hat.

## Sportliche Laufbahn
Erste internationale Erfahrungen sammelte Masaki Ejima bei den Jugendweltmeisterschaften 2015 in Cali, bei denen er mit 5,00 m den sechsten Platz belegte, wie auch bei den U20-Weltmeisterschaften in Bydgoszcz im Jahr darauf mit 5,35 m. 2017 gewann er bei den Asienmeisterschaften in Bhubaneswar mit neuer Bestleistung von 5,65 m die Silbermedaille hinter dem Chinesen Ding Bangchao. Anschließend wurde er bei der Sommer-Universiade in Taipeh mit 5,40 m Vierter. 2018 gewann er bei den U20-Weltmeisterschaften im finnischen Tampere mit übersprungenen 5,55 m die Bronzemedaille. Im Jahr darauf belegte er bei den Asienmeisterschaften in Doha mit 5,51 m den sechsten Platz. Anschließend nahm er erneut an den Studentenweltspielen in Neapel teil und belegte diesmal mit 5,21 m den siebten Platz. Ende September schied er bei den Weltmeisterschaften in Doha mit 5,45 m in der Qualifikation aus. 2021 nahm er an den Olympischen Spielen in Tokio teil und verpasste dort mit 5,30 m den Finaleinzug.
2019 wurde Ejima japanischer Meister im Stabhochsprung.

## Persönliche Bestleistungen
- Stabhochsprung: 5,71 m, 18. August 2019 in Kisarazu
  - Stabhochsprung (Halle): 5,50 m, 14. Januar 2017 in Pajulahti